# Cyclomeandropsina
Cyclomeandropsina es un género de foraminífero bentónico considerado como nomen nudum e invalidado, aunque también considerado un sinónimo posterior de Meandropsina de la familia Meandropsinidae, de la superfamilia Soritoidea, del suborden Miliolina y del orden Miliolida. Su rango cronoestratigráfico abarca el Senoniense (Cretácico superior).

## Clasificación
En Cyclomeandropsina no se ha considerado ninguna especie.